# آيدي
آيدي أو كلب الأطلس أو الكلب البربري، ويطلق عليه أيضا في بعض المناطق عايدي، وهو سلالة كلاب أطلسية مغاربية للرعي والحراسة والألفة يتواجد في المغرب، الجزائر، تونس وليبيا. وتعني كلمة آيدي باللغة الأمازيغية الكلب.
باتت السلالة مهددة بالانقراض وندرة سلالة صافية، بسبب التهجين العشوائي مع الكلاب الضالة وغياب العناية والإهتمام بالتراث الحيواني السلالي في المغرب والجزائر.

## معرض الصور

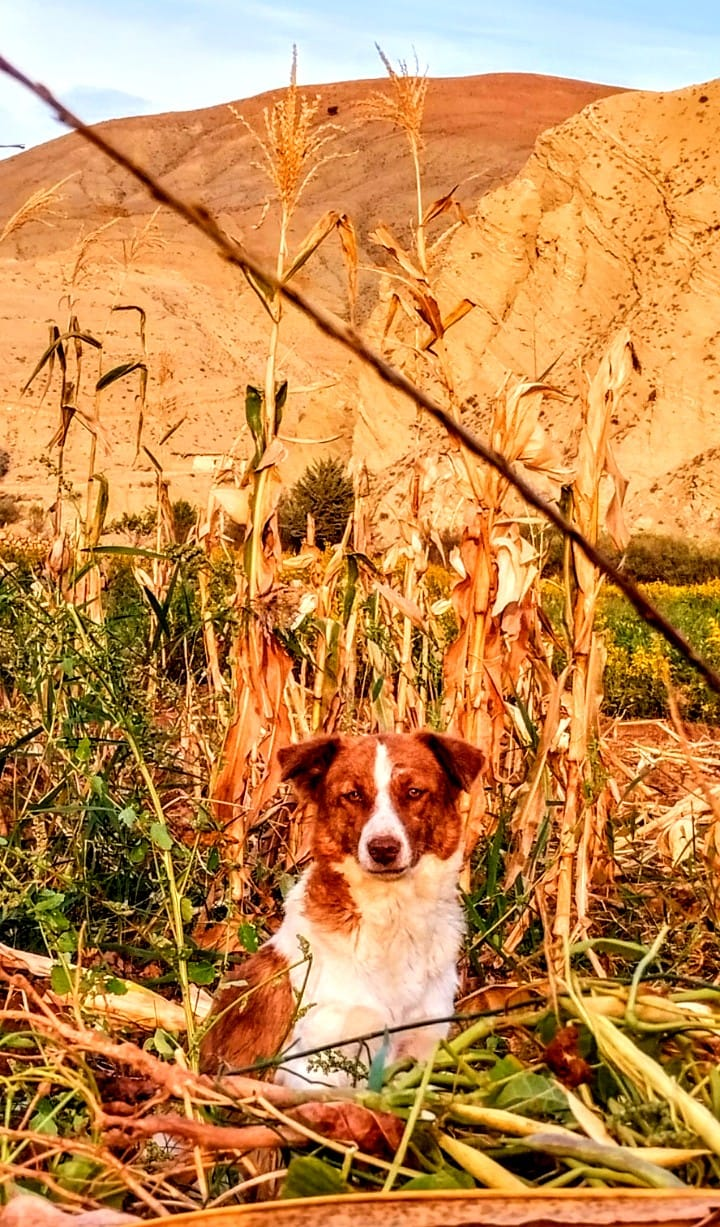
كلب أيدي من الأطلس المتوسط الشرقي بالمغرب.

## وصلات خارجية
- آيدي على مشروع الدليل المفتوح